# Saint-Aubin-de-Branne
Saint-Aubin-de-Branne is een gemeente in het Franse departement Gironde (regio Nouvelle-Aquitaine) en telt 335 inwoners (2005). De plaats maakt deel uit van het arrondissement Libourne.

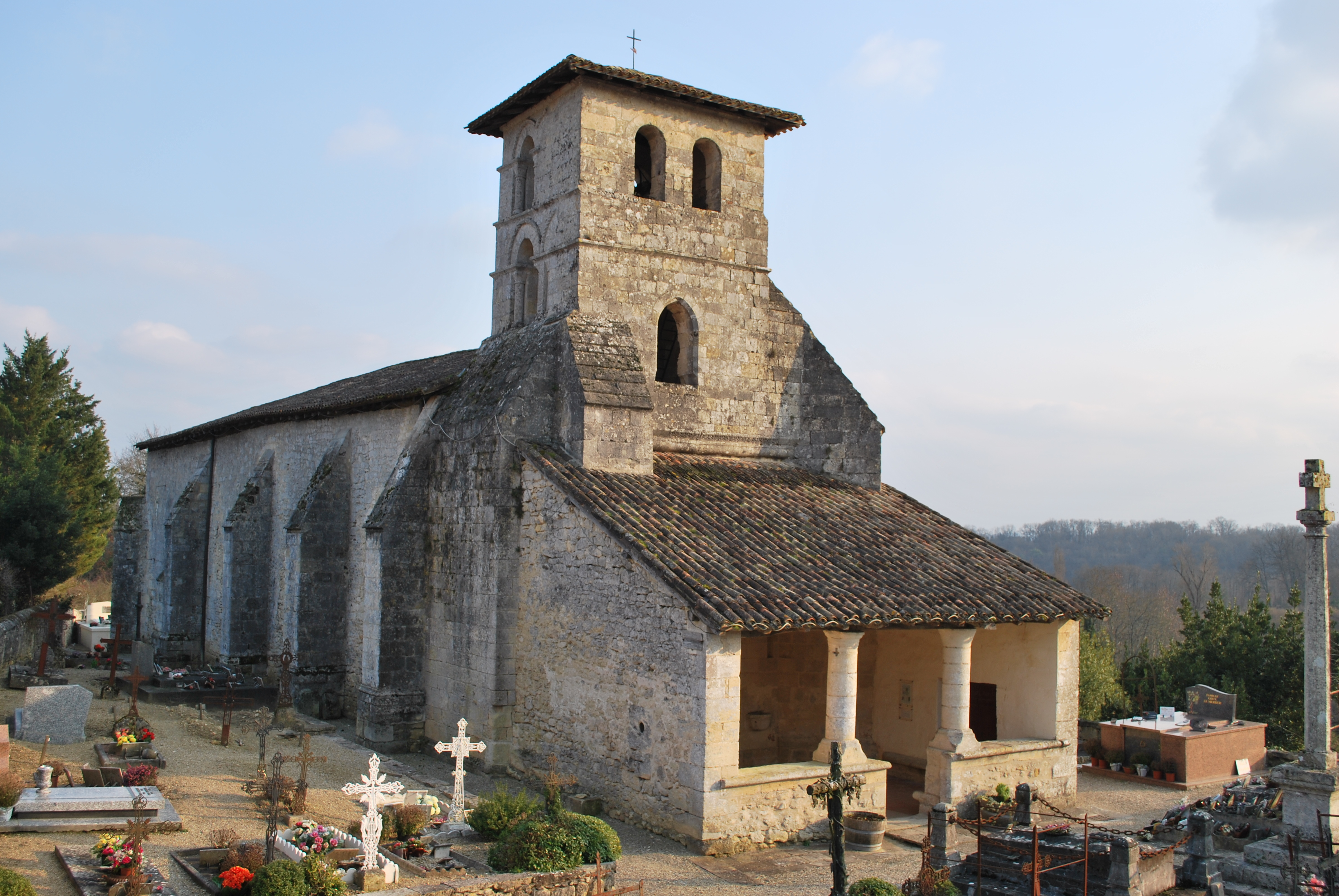
Kerk van Saint-Aubin-de-Branne
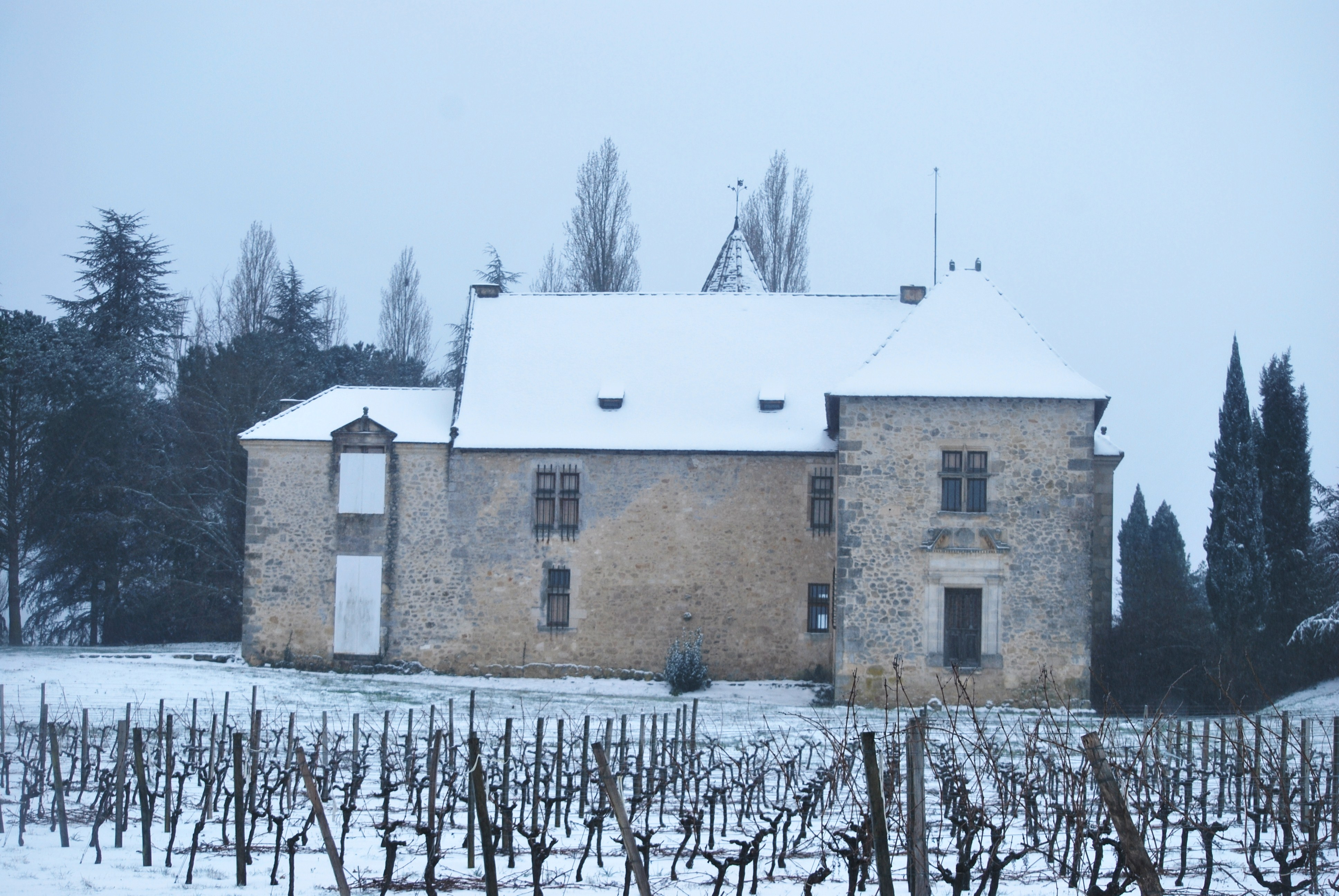
Château de l'Herisson
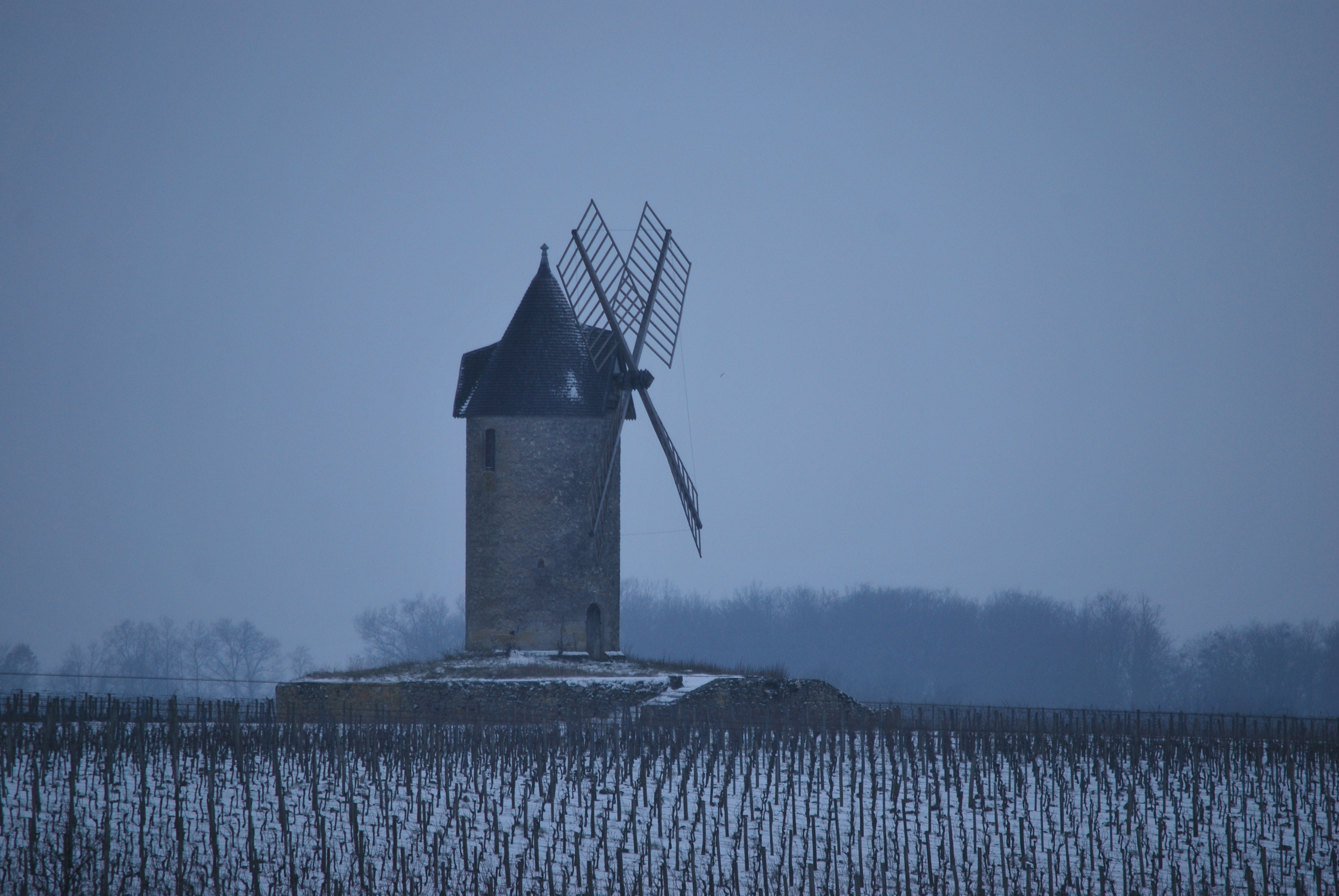
Moulin de Lescours bij Saint-Aubin-de-Branne

## Geografie
De oppervlakte van Saint-Aubin-de-Branne bedraagt 5,6 km², de bevolkingsdichtheid is 59,8 inwoners per km².
De onderstaande kaart toont de ligging van Saint-Aubin-de-Branne met de belangrijkste infrastructuur en aangrenzende gemeenten.

## Demografie
Onderstaande figuur toont het verloop van het inwonertal (bron: INSEE-tellingen).